# Javier Billalba
Javier Billalba nació el 18 de marzo de 1989 en Ecuador es un futbolista
ecuatoriano su equipo actual en la Club Atlético Tulcán de la Segunda Categoría de Ecuador ecuatoriana.
Su carrera futbolística empezó en el club ecuatoriano Imbabura Sporting Club

## Clubes
| Club                   | País    | Año       |
| ---------------------- | ------- | --------- |
| Imbabura Sporting Club | Ecuador | 2007-2010 |
| Mushuc Runa            | Ecuador | 2011      |
| Imbabura Sporting Club | Ecuador | 2012      |
| Mushuc Runa            | Ecuador | 2013      |
| Pilahuin Tío           | Ecuador | 2013      |
| Atlético Tulcán        | Ecuador | 2014 -    |

## Palmarés

### Campeonatos nacionales
| Título             | Club     | País    | Año  |
| ------------------ | -------- | ------- | ---- |
| Serie B de Ecuador | Imbabura | Ecuador | 2006 |

- Datos: Q5927485